# Nahda
Nahda eller Al-Nahda (som på arabisk betyder "genopvågnen" eller "renæssance") var en kulturel renæssance, som begyndte i det sene 19. og tidlige 20. århundrede i Ægypten og derefter spredte sig til arabisktalende dele af det osmanniske rige, bl.a. Libanon og Syrien. Perioden betragtes ofte som en periode af intellektuel modernisering og reform.
Det første trykkeri i Egypten blev grundlagt i Kairo i 1822, og den første arabisksprogede avis sammesteds i 1828. Trykkeriet fungerede også som forlag og fik en afgørende betydning for udbredelsen af boglig viden, idet det igangsatte en ivrig oversættelses- og udgivelsesvirksomhed. Oversættelser af skolebøger og af bøger om moderne teknik og naturvidenskab vekslede med genudgivelser af store værker fra den arabiske klassik og genstartede dermed den arabiske litteratur, som i de foregående århundreder havde været på et minimum. Romanen var ikke kendt i den klassiske arabiske periode, og egypterne stiftede bekendtskab med genren via europæiske romaner i oversættelse i 1800-tallet. I 1914 udkom den første arabiske roman med titlen Zaynab (et pigenavn) i Egypten.
For ca. 50 år siden blev Nahda blevet betragtet som forbundet med det kulturchok, der fandt sted i forbindelse med Napoleons invasion af Ægypten i 1798. Nyere forskning har imidlertid peget på, at den mellemøstlige og nordafrikanske renæssance var et kulturelt reformprogram, der havde lokale rødder i lige så høj grad som vestlige. Bevægelsen er forbundet med den osmanniske tanzimat-bevægelse og interne samfundsmæssige ændringer i Ægypten og Syrien.
Vigtige elementer i nahda var sekularisme, kritikken af enevælden og reformer af uddannelsessystemerne. Et af de vigtigste resultater af nahdaen var en fornyet interesse for det arabiske sprog.
Bl.a. den moderne tunesiske Ennahda-bevægelse har taget sit navn fra den historiske Nahda-strømning.